# Torremejía
Torremejía község Spanyolországban, Badajoz tartományban. Torremejía Almendralejo, Mérida, Villagonzalo és Alange községekkel határos. Lakosainak száma 2222 fő (2024).

## Népesség
A település népessége az utóbbi években az alábbiak szerint változott:
| Lakosok száma | 2073 | 2127 | 2184 | 2228 | 2233 | 2263 | 2261 | 2250 | 2249 | 2222 |
|               | 2001 | 2004 | 2006 | 2009 | 2011 | 2014 | 2016 | 2019 | 2021 | 2024 |